# 代森锌
代森锌（英語：Zineb，商品名Dithane Z-78）是一种广谱有机硫杀真菌剂，属于最早的农业用杀真菌剂之一，已被使用了近70年。

## 性质
代森锌纯品为灰白色晶体，工业品为白色至淡黄色粉末，有臭鸡蛋气味。它不溶于水及大部分有机溶剂，可溶于二硫化碳和吡啶。对光、热、铜、湿气和碱性物质或不稳定，会逐渐分解出毒性相对较大的二硫化碳或亚乙基硫脲而失效。

## 用途
主要用于保护叶面，防治蔬菜、水果、庄稼和烟草的各种真菌病害，如炭疽病、黑斑病、大斑病、锈病等。

## 作用机理
代森锌容易在水中被氧化成具有活性的硫氰化合物，对病菌体内含巯基的酶具有强烈抑制作用，并直接杀死病原体孢子，阻止其侵入。因此它仅有对农作物疾病的预防效果，治疗的能力很弱。

## 历史
1935年，美国的W. F. Hester博士发现了亚乙基双二硫代氨基甲酸盐。随后在1941年，科学家确定了亚乙基双二硫代氨基甲酸盐（代森钠）的抗真菌活性，并自此开始将其投入农业使用。虽然在实验中代森钠的效果不错，但由于它的水溶性及不稳定性导致无法适应各种变化的天气，防治效果参差不齐，因此科学家一直在寻找更好的替代品。J. W. Heuberger博士在1943年的一次实验中向代森钠加入硫酸锌后得到了代森锌，并发现这种物质不溶于水且相对于代森钠来说较稳定。随后的实践证明它对防治马铃薯的枯萎病以及其他各种真菌病害十分有效，因此开始大量投入使用。至1953年，美国约75%的庄稼采用了代森锌。
由于它杀菌谱广，不易产生抗药性，且具有低毒性（大鼠LD50>5200mg/kg，对蜜蜂无毒），尽管数十年来不断有新的有治疗农作物疾病能力且效果更好的杀真菌剂面世，代森锌仍然在很长一段时间里是最常用的杀真菌剂之一。但后来人们发现了代森锌属于环境激素，能够在生物体内蓄积并干扰中枢神经系统和内分泌系统，因而开始减少它的使用。美国国家环境保护局和日本农林水产消费安全技术中心已经取消了代森锌的注册；欧盟也已经将其列为了限制化学物质。不过在包括中国之内大部分发展中国家代森锌仍被广泛使用。

## 參看
- 代森錳